# Villa gallo-romaine de Tiron
La villa gallo-romaine de Tiron est une villa occupée entre la seconde moitié du Ier et le début du IIIe siècle de notre ère, située sur l'ancienne commune française de Saint-Patrice, rattachée depuis 2017 à la commune nouvelle de Coteaux-sur-Loire, à l'ouest du département d'Indre-et-Loire (en région française du Centre-Val-de-Loire).
La villa est l'une de celles (au moins 6) identifiées sur le coteau de la rive droite de la Loire entre Tours et le Maine-et-Loire. Elle occupe un vaste espace de 8 000 m2 qui comprend une partie résidentielle, un sanctuaire, des thermes privés et plusieurs bâtiments dont l'affectation reste à préciser. Édifiée sur une pente, elle présente la particularité de présenter un système de terrasses permettant de rattraper la déclivité.

## Localisation; contexte géographique et historique
Le site de Tiron est implanté à mi-hauteur du coteau sur le rive droite de la Loire, à la limite des anciennes communes de Saint-Patrice et Ingrandes-de-Touraine. L'autoroute A85 escalade ce coteau, depuis la vallée de la Loire, grâce au viaduc de la Perrée dont la construction a entraîné la destruction des vestiges de la villa, situés sous son emprise, une fois les fouilles archéologiques effectuées. L'altitude varie de 69 à 62 m du nord au sud de la zone de fouilles.
La villa gallo-romaine de Tiron s'inscrit dans un corpus de cinq ou six villae antiques implantées le long du coteau, sur la rive droite de la Loire entre Tours et la limite départementale Indre-et-Loire/Maine-et-Loire. L'importante voie antique de Caesarodunum (Tours) à Juliomagus (Angers), mentionnée sur la table de Peutinger, passe au pied de ce coteau. En bordure de cette voie sur la commune de Saint-Patrice, à 3 km à l'est du site de Tiron, une nécropole gallo-romaine est identifiée par des fouilles réalisées entre 1968 et 1971,.

## Description

### Avant la construction de la villa
De très nombreux tessons de céramique non tournée, retrouvés sur place, attestent d'une occupation précoce du site ou de ses environs immédiats, du Néolithique moyen au Chalcolithique, à l'âge du bronze et jusqu'à La Tène.
Plus tard, dans la partie occidentale du site, des structures non identifiées, un fossé et de nombreux dépôts de céramiques, de dolia de fabrication « régionale » sont datés de la seconde moitié du Ier siècle, le site est abandonné, ses structures arasées et le fossé comblé quelques décennies plus tard.

### La villa gallo-romaine
La villa se compose d'un ensemble de bâtiments occupant toute la partie occidentale du site, sur une superficie d'environ 8 000 m2. En raison de la déclivité importante, des murs, parallèles aux courbes de niveau délimitent des terrasses au sud et à l'est des bâtiments. La construction, homogène, paraît s'être déroulée à la fin du Ier siècle, la villa étant abandonnée un siècle plus tard ou au début du IIIe siècle.

#### Le grand ensemble occidental
Le bâtiment (1), long de 46 m, constitue l'aile ouest de la villa ; il est construit dans le sens de la pente et des terrasses permettent de rattraper la différence de niveau. Il comprend, au sud, une cave et un ensemble de pièces considérées comme la partie résidentielle de la villa. En position centrale, un secteur balnéaire est identifiable grâce à un système de chauffage par hypocauste de deux pièces mais les autres pièces caractéristiques des thermes romains sont aussi attestées. L'égout permettant l'évacuation des eaux est localisé. La partie nord du bâtiment se compose de plusieurs pièces dont l'affectation ne peut pas être précisée et dont certains murs ont sans doute disparu, à moins qu'elles ne constituent une sorte de galerie ou de préau. Dans l'une de ces pièces, un enfant mort en bas âge est inhumé dans une amphore fabriquée à Mougon et dont le goulot est cassé.

#### Les autres bâtiments
Le bâtiment (2), au nord, est composé de plusieurs pièces, pourrait constituer l'entrée principale de la villa, ce que le plan d'ensemble et la topographie du site suggèrent. Dans cette hypothèse, une tour-porche en occupe potentiellement la partie centrale.
Le grand bâtiment (3) mesure  18 × 10 m  il est séparé en deux. Seules ses fondations subsistent mais leur relative légèreté incite à penser qu'elles supportent des murs en torchis et non en pierre. Le rôle de ce bâtiment n'est pas établi.
L'ensemble (4) se compose de plusieurs pièces très allongées dans le sens de la pente, mais sans rattrapage de niveau, au contraire du bâtiment principal qui lui fait face. Il est interprétable comme une galerie séparant la villa en deux secteurs aux activités différentes, résidence et activité agricoles, même si ces dernières ne sont pas attestées à Tiron.

#### L'ensemble cultuel
De petite taille (9,60 × 8 m), l'ensemble (5) comprend deux enclos « emboîtés », légèrement décentrés l'un par rapport à l'autre. La puissance des fondations de la structure intérieure suggère qu'elles soutenaient une construction assez haute, peut-être un édicule à fronton couvert d'une lourde toiture en tuiles. Un fragment de bas-relief représentant peut-être une divinité et divers mobiliers (monnaies et couteau pliant) à valeur symbolique sont retrouvés dans l'enceinte. Il faut sans doute dans ce petit bâtiment un édifice à vocation cultuelle.

#### Les structures annexes
Les constructions (6) ne semblent pas être des bâtiments stricto sensu. Leur rôle paraît être celui de murs de soutènement supportant des remblais formant des terrasses sur ce terrain naturellement en déclivité. À l'est, l'ensemble de murs limite l'emprise de la villa à l'amorce d'une rupture de pente vers un petit vallon sec ; au sud, le mur de terrasse, pourvu de légers retours en équerre à chacune de ces extrémités, est construit sur la pente générale du coteau descendant vers la vallée de la Loire.

### Abandon puis reconquête du site
Le site ne semble plus être utilisé, sauf peut-être à des fins agricoles, entre les IVe et VIIe siècles, bien que les ruines de la villa soient toujours visibles. C'est au VIIe ou au VIIIe siècle que des traces de réoccupation apparaissent, sous la forme d'un fond de cabane. L'habitat pérenne se déplace au nord et à l'est. À proximité de la villa, des fosses, ayant peut-être servi à l'extraction de matériaux, sont comblées avec les décombres des ruines de l'établissement antique, au plus tôt à l'époque médiévale